# Денні Філіп
Денні Філіп (англ. Danny Philip, 5 серпня 1953) — політичний діяч держави Соломонові Острови.

## Біографія
Народився 5 серпня 1953 року на Соломонових Островах. Ріс без матері. За професією вчитель англійської мови. З 1984 року — депутат парламенту Соломонових Островів від різних виборчих округів. В 1995—1996 роках і 2000—2001 роках — міністр закордонних справ Соломонів. Спочатку належав до Народної прогресивної партії, а з 2000 року — до Реформістської демократичної партії. З 25 серпня 2010 року до 16 листопада 2011 року — прем'єр-міністр Соломонових Островів.